# Mari Hamada Greatest Hits
Albums de Mari Hamada
Blanche
(2000) Marigold
(2002)
Compilations par Mari Hamada
Super Value
(2001)
Mari Hamada Greatest Hits (浜田麻里　ＧＲＥＡＴＥＳＴ　ＨＩＴＳ, titre alternatif en japonais) est un album compilation de Mari Hamada, sorti en 2000.

## Présentation
L'album sort le 16 juin 2000 au Japon sous le label Universal Victor, quatre mois seulement après le précédent album original de la chanteuse, Blanche. Il atteint la 61e place du classement des ventes de l'Oricon, et reste classé pendant deux semaines. Il reste après Blanche l'album le plus vendu de la chanteuse dans les années 2000, jusqu'à la sortie de Legenda en 2012. Il compile dans un ordre à peu près chronologique les chansons-titres de douze de ses vingt singles sortis jusqu'alors sur trois labels différents, ainsi qu'une de leurs "faces B" (toutes également parues sur ses précédents albums ou compilations), et trois autres titres tirés d'albums.

## Liste des titres
Toutes les paroles sont écrites par Mari Hamada.
| 1.  | Blue Revolution           | 1er single ; de l'album Blue Revolution (1985) |  |
| 2.  | Misty Lady                | de l'album Misty Lady (1984)                   |  |
| 3.  | Paradise                  | de l'album Misty Lady (1984)                   |  |
| 4.  | Magic (Adventurous Heart) | 4e single ; de l'album Anthology 1987 (1987)   |  |
| 5.  | Forever                   | 6e single ; de l'album Heart and Soul (1988)   |  |
| 6.  | Return To Myself          | 9e single ; de l'album Return to Myself (1989) |  |
| 7.  | Heart and Soul            | 8e single ; de l'album Heart and Soul (1988)   |  |
| 8.  | Precious Summer           | de l'album Tomorrow (1991)                     |  |
| 9.  | Nostalgia                 | 12e single ; de l'album Colors (1990)          |  |
| 10. | Anti-Heroine              | du 15e single ; de l'album Anti-Heroine (1993) |  |
| 11. | Cry For The Moon          | 15e single ; de l'album Anti-Heroine (1993)    |  |
| 12. | Paradox                   | 13e single ; de l'album Tomorrow (1991)        |  |
| 13. | Antique                   | 18e single ; de l'album Persona (1996)         |  |
| 14. | Hey Mr. Broken Heart      | 17e single ; de l'album Persona (1996)         |  |
| 15. | Until The Dawn            | 19e single ; de l'album Philosophia (1998)     |  |
| 16. | Millenia                  | 20e single ; de l'album Blanche (2000)         |  |